# 焊鐵

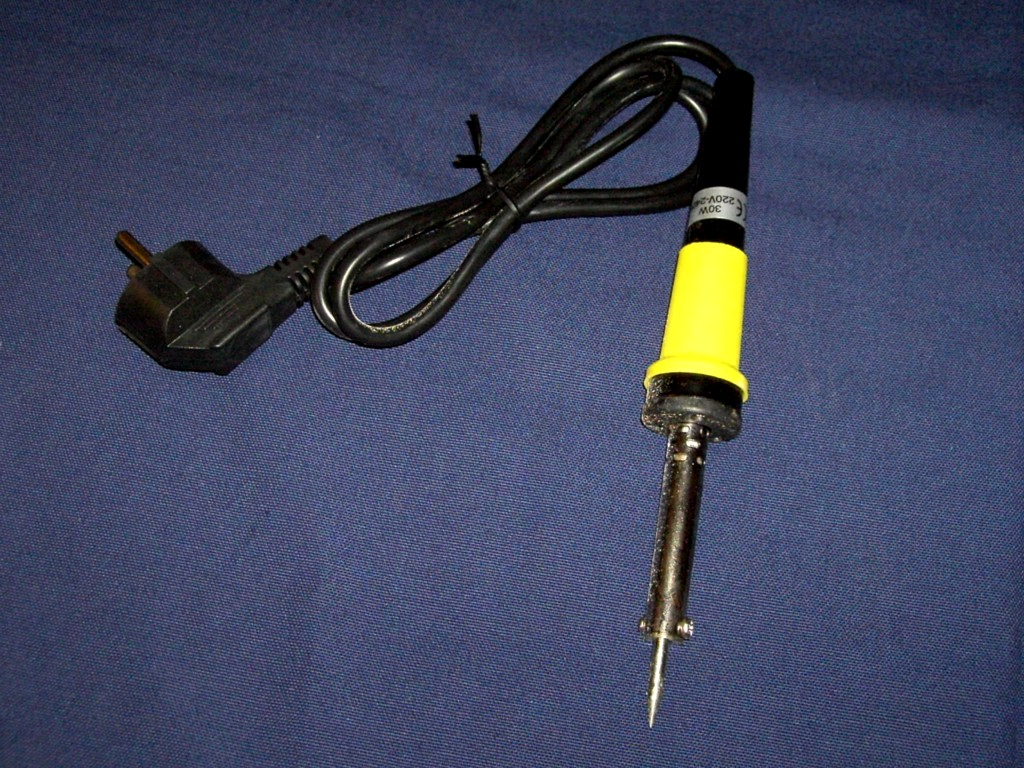
電烙鐵。

焊鐵（英文：soldering iron），是用于焊接（软釺焊）時用來熱熔銲料的（手动）工具，結構組成上為一個隔熱的手柄（多為塑料或木質）。它內有一發熱體，套上了金屬質的烙鐵頭（多為尖型）。金屬尖端透過發熱體的熱能傳焊料使之熔化，流入两个工件之间。發熱體所需的能源可以是外部電源（插座、USB-5V供電）、內部電源（電池）、內部燃料（瓦斯）或外部熱源。
最常見的烙鐵與焊料是用作將兩金屬點焊接在一起，以達至導電的目的，例如把電子元件與印刷電路板焊接在一起。也有不常用的用途，例如烙烧木头，融割塑料。
烙铁由加热的金属尖端（烙鐵尖；烙鐵頭）和绝缘手柄组成。加热通常是通过使电流（通过电线或电池电缆提供）通过电阻加热元件来实现的。无线烙鐵可以通过燃烧储存在小罐中的气体来加热，通常使用催化加热器而不是火焰。簡易烙鐵在今日很少使用，是把手中的一个大铜烙鐵尖，在火焰中加热。
焊料在大约 185 °C (365 °F) 时熔化。烙铁的设计温度范围为 200 至 480 °C（392 至 896 °F）。

## 历史
在电烙铁开发之前，典型的烙铁由一个铜块组成，具有适当形状的尖端，支撑在铁棒上并固定在木柄中。使用前，烙铁在火上或木炭火盆中加热，一旦太冷而无法使用，就必须重新加热。烙铁主要由锡匠和铜匠用于处理薄金属板。
需要一个大的铜块，以便在从火中取出后具有足够的热容量来提供有用的热量，而铜是昂贵的。这导致了烙铁的發展，该烙铁具有连接到廉价铸铁块的小铜尖。 一些烙铁甚至具有可拆卸和可更换的铜尖。
第一个电烙铁有一个非常轻的铂尖端，由流过尖端本身的电流加热。
到 1889 年，电烙铁被开发出来，电阻丝缠绕在铜头的后端并封闭在保护壳中。 或者，加热元件可以封装在重量相对较轻的空心铜头中。
1894 年，美国电加热器公司开始 在底特律大规模生产电烙铁。在American Beauty 发布他们的烙铁系列后不久，他们就开始生产它们。
1905 年，《科学美国人》杂志发表了一份关于制作烙铁的教程，清楚地解释了早期烙铁的制作方法。
1921年，恩斯特·萨克斯（Ernst Sachs）创立的一家德国公司开发了一种类似于美国电热公司烙铁的电烙铁。

## 类型

### 简易烙铁
对于电气和电子工作，使用额定功率在 15 到 35 瓦特之间的低功率烙铁 。可提供更高的额定值，但不要在更高的温度下运行；相反，有更多热量可用于与具有大热容量的物体（例如金属底盘）进行焊接连接。 一些烙铁是温度控制的，以与焊台相同的方式在固定温度下运行，对于大热容量的接头具有更高的功率。简单的烙铁在由热平衡决定的不受控制的温度下运行；当加热大的东西时，它们的温度会下降。
简易烙铁的一种变体是Scope烙铁，在澳大利亚很常见，它由变压器或电池等低压电源供电，当用户按下拇指护罩时，它会在几秒钟内加热，然后充当热控制器。“ Scope”烙铁是一种用于焊接铅锡合金的工具，自 1950 年以来在澳大利亚制造，用于偶尔或间歇使用。它具有快速达到焊接温度（~300°C）并将大量热量传递到小区域的优点，但需要注意避免过热。它使用来自电池或合适变压器的低电压 (3–6  V) 和高电流 (数十安培) 运行，因此在设计上是电气安全的，并且当它离开操作员的手时会迅速冷却，不应构成火灾风险。

### 无线烙铁
当没有电或需要无绳操作时，可以使用由电池加热的迷你烙铁，或在小型独立罐中燃烧丁烷等气体加热的小烙铁。这些烙铁的工作温度没有直接调节；燃气烙铁可以通过调节气流来改变功率。气动烙铁可能具有可互换的烙铁头，包括不同尺寸的烙铁头、用于切割塑料的热刀、带有热焰的微型喷灯以及用于收缩热缩管 等应用的小型热风机。

### 温控烙铁
简单的烙铁达到由热平衡决定的温度，这取决于功率输入和环境冷却以及与之接触的材料。与底盘等大块金属接触时，烙铁温度会下降；一个小烙铁会失去太多的温度来焊接一个大的连接。用于电子设备的更先进的烙铁具有带有温度传感器的机构和温度控制方法，以保持尖端温度稳定；如果连接很大，则可以使用更多电源。温控烙铁可以是独立式的，或者可以包括带有加热元件和尖端的头部，由称为焊台的底座控制，带有控制电路和温度调节器，有时还有显示器。
有多种方法用于控制温度。其中最简单的是可变功率控制，很像调光器，它可以在不自动测量或调节温度的情况下改变烙铁的平衡温度。另一种系统使用恒温器，通常在烙铁的尖端内，它会自动打开和关闭元件的电源。诸如热电偶之类的热传感器 可以与电路结合使用，以监测尖端的温度并调节输送到加热元件的功率以维持期望的温度。在某些型号中，控制电路的固件是免费软件可由最终用户修改。
另一种方法是使用在特定温度（即居里点）下会失去磁性的磁化烙铁头。只要尖端是磁性的，它就会关闭开关以向加热元件供电。当它超过设计温度时，它会打开触点，冷却直到温度下降到足以恢复磁化。更复杂的居里点烙铁通过尖端循环高频交流电流，使用磁物理仅在尖端表面低于居里点的地方直接加热。

### 焊台（返修台）

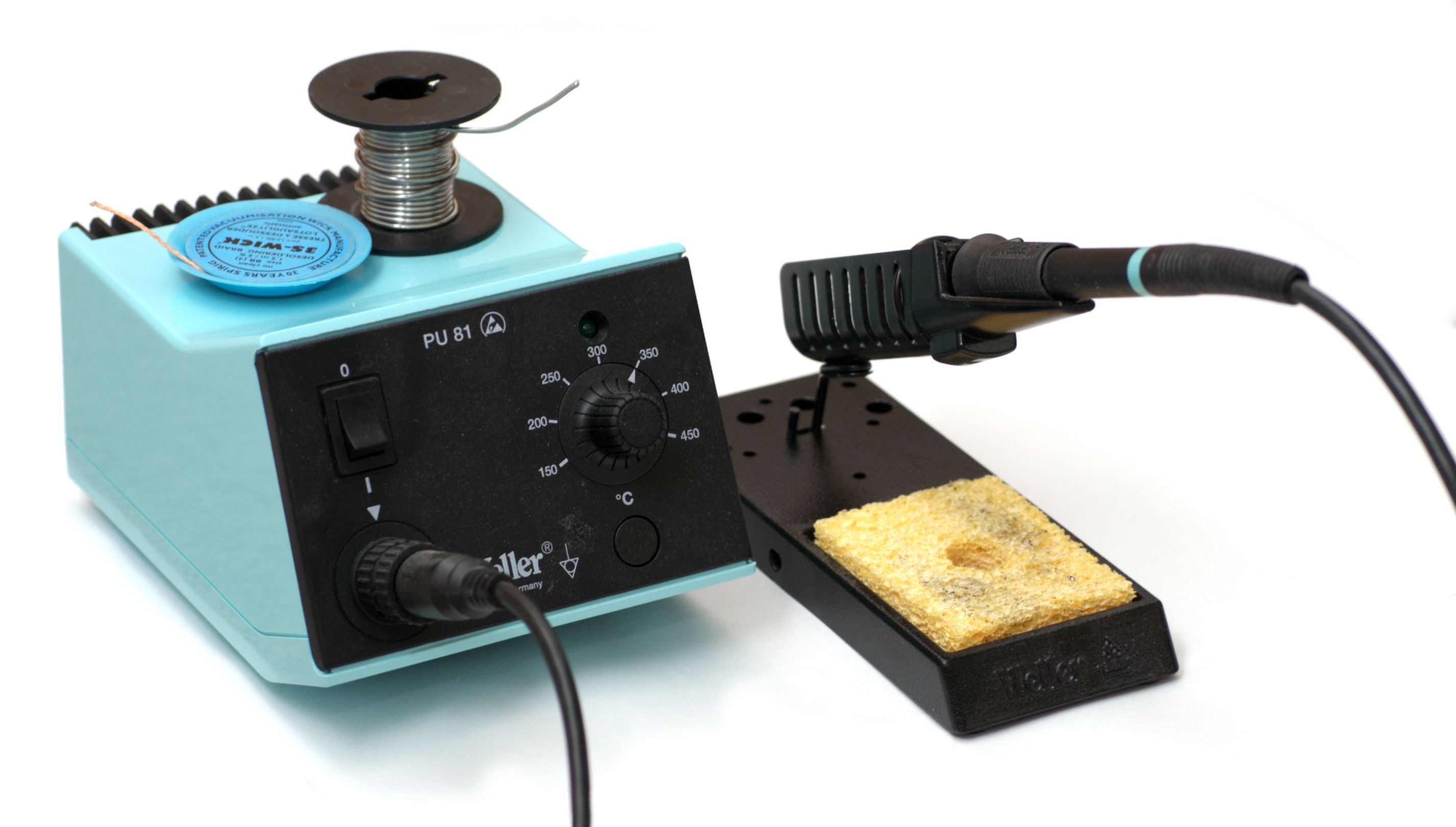
温控焊锡台

焊台具有温度控制器，由电源、用于用户调节温度和显示的控制电路以及带有尖端温度传感器的烙铁或焊头组成。该站通常在不使用时有一个热烙铁支架，以及用于清洁的湿海绵。它最常用于焊接电子元件。它可以组合其他工具或维修平台；例如返修站，主要用于表面贴装元件。它还可能有热风枪、真空拾取工具和焊头；拆焊台将有一个带有真空泵的拆焊头，用于拆焊通孔组件，以及一个烙铁头。

#### 型号
- T12焊台
- 高频焊台

## 配套工具

### 镊子（焊接用）
对于有两个端子的小型表面贴装元件的焊接和拆焊，例如一些链接、电阻、电容和二极管，可以使用焊接镊子；它们可以是独立的，也可以通过焊台控制。镊子有两个安装在手臂上的加热尖端，可以通过轻轻挤压弹簧力来手动改变它们的间距，就像简单的镊子一样；尖端应用于组件的两端。焊接镊子的主要目的是在正确的位置熔化焊料；组件通常由简单的镊子或真空拾取器移动。

### 热刀
热刀是一种烙铁，配有位于加热元件上的双刃刀片。这些工具可以达到高达 1,000 华氏度（538 摄氏度）的温度，可以切割织物和泡沫材料，而无需担心磨损或成珠。热刀可用于汽车、船舶和地毯应用，以及其他工业和个人用途。

### 烙铁架

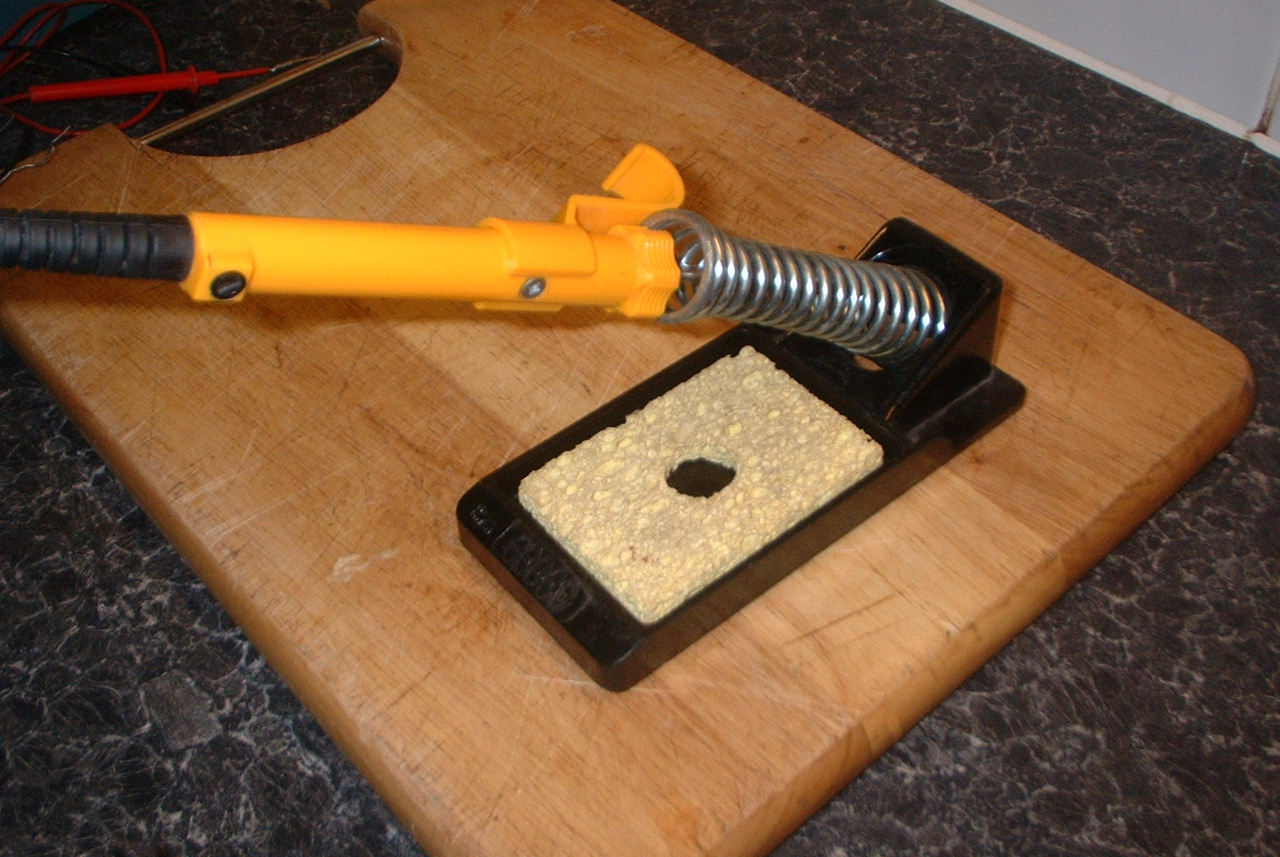
烙鐵架。

烙铁架使烙铁远离易燃材料，并且通常还配有纤维素海绵和助焊剂罐，用于清洁烙铁头。一些用于连续使用的专业的烙铁架和焊台是一体的。这些焊台可以调整烙铁头的准确温度，保持恒定，有时还有显示温度的功能。

### 烙铁头
市面上烙铁头最常見的類型是尖頭形，外觀呈現筆形。亦有一字形、刀形、斧形、超特尖，马蹄头，及其他特殊用途之烙鐵頭。大多数电子产品的烙铁都有可互换的烙铁头尖，也称为刀頭，不同类型的頭有不同的大小和形状。常见的烙铁头尖端形状有：斜面、凿子、圆锥形。更专业的尖端的一个例子是勺状頭或海鸥翼頭，它的特点是具有凹面。
具有三角形平面的棱锥形烙铁头尖端和具有宽平面的凿形尖端对于焊接金属薄板很有用。精细的圆锥形头或锥形凿尖烙铁頭通常用于电子工作。烙铁尖頭可能是直的，也可能是弯曲的。有凹面或尖芯頭可供选择，其平面上有凹孔，以容纳少量焊料。烙铁头尖的选择取决于其工作类型和对插口的拔插方式；例如，焊接间距为0.5 mm的表面贴装IC与将通孔连接焊接到大面积上有很大的不同。
据说凹形尖頭井有助于防止紧密排列的引线发生桥接；建议使用不同的形状来纠正已经发生的桥接。由于专利限制，并不是所有制造商都提供凹形尖端；尤其是在美国有限制。

### 吸锡器
吸锡器是一种修理电器用的工具，收集拆卸焊盘电子元件时融化的焊锡。有手动，电动两种。维修拆卸零件需要使用吸锡器，尤其是大规模集成电路，更为难拆，拆不好容易破坏印制电路板，造成不必要的损失。简单的吸锡器是手动式的，且大部分是塑料制品，它的头部由于常常接触高温，因此通常都采用耐高温塑料制成。

### 吸锡带
在拆焊中，芯片取掉以后，焊盤上还会有大量的焊锡，这会影响芯片的焊接。對於細小的焊盤來說，特別是數量多的時候，通常采用吸锡带清理，方法是把烙铁放在吸锡带上然后在芯片焊盘上缓缓移动，直到焊盤平整。

### 助焊剂（焊油）
助焊剂也称焊剂，有膏状和液态两种，在冶金术中是用化学方法清洁焊接金属表面以便锡焊、铜焊、或定位焊接的物质。焊接不同的金属所用的焊剂也有不同，例如焊锡用氯化铵或松香；焊镀锌铁及其他锌面材料用氢氯酸或氯化锌；铜焊或以铜定位焊接黑色金属则用硼砂。
焊接材料在高温熔融后容易黏附于干净的相应焊接金属表面，但这些金属表面在高温下很易形成氧化层，使焊接材料难以黏附在表面。焊剂在室温稳定，在高温还原性很强，能清除金属表面氧化层。此外，焊剂在锡焊与铜焊过程中还能起润湿作用。

## 分类

### 按供能方式
- 附插頭供電型

输入电压:
低压直流：5V/9V//12V/27V/36V
高压交流：110V/220V;
20W/30W/40W/60W/100W/100W以上
烙铁的功率是烙铁中最重要的因素之一。一般的情況下功率越高者,則其烙鐵頭直徑越粗。这并不意味着具有更高瓦数的温控烙铁会对焊点施加更多的热量 - 它只是意味着具有更高瓦数的温控烙铁在需要时具有更多的功率来加热焊点。
另一方面，低功率（20W-30W）的烙铁失去热量的速度比它自身重新加热的速度要快。这可能会导致焊点不良，尤其是在焊接较大的焊点或粗线时。
- 液態瓦斯供熱型

- 電池型

这种类型的烙铁的加热速度一般没有有线烙铁的好。常見類型為:9V/12V

### 按加热方式
- 内热式

- 外热式

## 清潔
在使用過程中烙鐵頭可能因長時間的高溫或熔融到其他物質而產生積碳(燒焦物)，需不時用浸水的海綿清潔(在不斷電的情況下將烙鐵頭尖端在濕海綿上輕拭幾次即可)以防止碳堆積而造成不吃錫的狀況。使用完畢後仍應先以濕海綿做表面清潔，在仍保持高溫的狀況下在烙鐵頭前端吃上少量的錫，使其覆蓋在烙鐵頭尖端處以防止氧化生鏽，待冷卻後可沾些錫油後收納。
若長時間不使用或因長時間使用或是忽略清潔而造成烙鐵頭積碳鏽化(尖端泛黑)，會產生烙鐵溫度足以熔錫卻無法沾錫的現象。此時可用砂紙清潔表面積碳殘渣或更換新的烙鐵頭(部份烙鐵為一體式設計不可更換)。

## 外部連結
1. ↑  C. Tomlinson, Ed., Solder, Cyclopædia of useful arts & manufactures, Vol. 7, George Virtue, London, 1852; pages 662-666, page 664 discusses soldering irons.
2. 1 2  , 1866-03-27  [2022-05-31], （原始内容存档于2022-06-08） 已忽略未知参数|patent-number= (帮助)
3. ↑  , 1881-01-25  [2022-05-31], （原始内容存档于2022-06-06） 已忽略未知参数|patent-number= (帮助)
4. ↑  , 1890-02-11  [2022-05-31], （原始内容存档于2022-06-07） 已忽略未知参数|patent-number= (帮助)
5. ↑  . . Scientific American, Incorporated. 1905  [2022-05-31]. （原始内容存档于2022-06-07） （英语）.
6. ↑  . handtoolsforfun.com. 2018-11-29  [2022-05-31]. （原始内容存档于2022-06-07） （美国英语）.
7. 1 2  Winstanley, Alan, ,   [2010-04-14], （原始内容存档于2010-01-18）.
8. ↑  . web.archive.org. 2010-01-18  [2022-05-31]. 原始内容存档于2010-01-18.
9. ↑  . www.electromaker.io.   [2022-05-31]. （原始内容存档于2022-06-14） （英语）.
10. ↑  By. . Hackaday. 2017-07-24  [2022-05-31]. （原始内容存档于2022-06-07） （美国英语）.
11. ↑  By. . Hackaday. 2017-07-07  [2022-05-31]. （原始内容存档于2022-06-12） （美国英语）.
12. ↑  . www.vice.com.   [2022-05-31]. （原始内容存档于2022-06-13） （英语）.
13. ↑  . www.thermaltronics.com.   [2022-05-31]. （原始内容存档于2017-12-21）.
14. ↑  . M.M. Newman Corporation. 2013-08-19  [2022-05-31]. （原始内容存档于2021-07-29） （美国英语）.
15. ↑   (PDF). Userwww.sfsu.edu.   [27 August 2018]. （原始内容存档 (PDF)于2019-02-15）.
16. ↑  .   [2018-12-01]. （原始内容存档于2015-05-26）.
17. ↑  . Eevblog.com.   [27 August 2018]. （原始内容存档于2012-04-18）.
18. ↑  . Ersa.com.   [27 August 2018]. （原始内容存档于2015-04-06）.
19. 1 2  . Hakko.com.   [27 August 2018]. （原始内容存档于2020-11-11）.
20. ↑  CN202667859U,李腾飞 & 赵丽娜,「可更换式多用手动吸焊器」
21. ↑  Irons, Sini SajaSoldering. . Instructables.   [2022-05-31]. （原始内容存档于2022-06-06） （英语）.
22. ↑  How to Pick the Best Soldering Iron - Instructables Instructables: How to Pick the Best Soldering Iron: